# أناتولي مالاخوف
أناتولي مالاخوف (1907-1983) جيولوجي روسي (سوفياتي) وكاتب اشتهر بمؤلفات الخيال العلمي وكان أستاذاً في العلوم الجيولوجية والمعدنية. وصار عضو في اتحاد الكتاب منذ عام 1966.

## السيرة الذاتية
أناتولي مالاخوف من مواليد 20 يوليو 1907 في قرية "Korovaevo" في "Vachskogo" من منطقة نيجني نوفغورود في عائلة من الفلاحين. تخرج من كلية الجغرافيا في جامعة لينينغراد الحكومية في عام 1932. وهو عالم جيولوجي كبير من لينينغراد. وكان أستاذا مساعدا في جامعة ولاية بيرم[ ؟ ]. من 1941 حتي 1968 وعمل رئيسا للقسم، أستاذ للتعدين سفيردلوفسك Vakhrusheva كان في السنوات الأخيرة أستاذاً في معهد سفيردلوفسك للاقتصاد الوطني.
في عام 1960 شغل منصب نائب رئيس الفرع الإقليمي لجمعية «المعرفة» في RSFSR أو الاتحاد السوفياتي، وكان عضواً في هيئة تحرير مجلة "Ural Pathfinder"، وكان عضواً في هيئة تحرير دار النشر المركزية في الاورال.
حصل علي ميداليات «العمل الشجاع».و ميدالية «اليوبيل في الاحتفال بذكرى مرور 100 عام على مولد فلاديمير لينين»، وميدالية المخضرم من حزب العمل، وميدالية العمل الشجاع في الحرب الوطنية العظمى من 1941-1945.
توفي 26 سبتمبر 1983 في سفيردلوفسك.

## الإبداعات
وبدأ ينشر في كتابه الأول «روايات من حجر» صدر في سفيردلوفسك في عام 1960.
مؤلف العديد من قصص الخيال العلمي، ومعظمها حول مواضيع عن الحفريات والجيولوجيا وعلم المعادن. في مؤلفاته: رواية، "تورغاي طائرات الميراج" (1961، 1962) و«التماثل من الحياة" (1965)، و"ثورة من المعادن" (1964)، و "صفحات من كتاب الحجر" (1968)، و "آيات الخلود" (1970)، و "إن المستقبل ليس في الماضي" (1975)، و"قوس قزح ستون" (1977) وكلها ترتبط ارتباطا وثيقا مع الخيال العلمي في المؤلفات العلمية والشعبية.
وقد تم نشر كتبه وترجمت إلى الإنجليزية والبلغارية، الألمانية[ ؟ ]، والعربية والأسبانية والفرنسية واليابانية، ومنحت جوائز كثيرة.

## أعمال مختارة
- تحت ستار الأرض 1968 دار مير للطباعة والنشر موسكو.
- كيف جاءت جبال الأورال. - سفيردلوفسك عام 1949.
- الجيولوجيا والثروة المعدنية من جبال الأورال. 1957.
- روايات حول حجر. الناشرون للكتاب، 1960: سفيردلوفسك.
- متحف من جبال الأورال الناشرون للكتاب، 1961: سفيردلوفسك.
- الجيولوجياو الذرة [مشاكل الجيولوجيا النووية]. المعارف، 1962.
- 100 وظيفة لجيولوجي واحد [مقالات]. 1963.(يوريكا). 30,000 نسخة.
- كنوز الأرض. 1968. (سلسلة «علوم الأرض»).[4]